# 베키오 다리 (바사노델그라파)

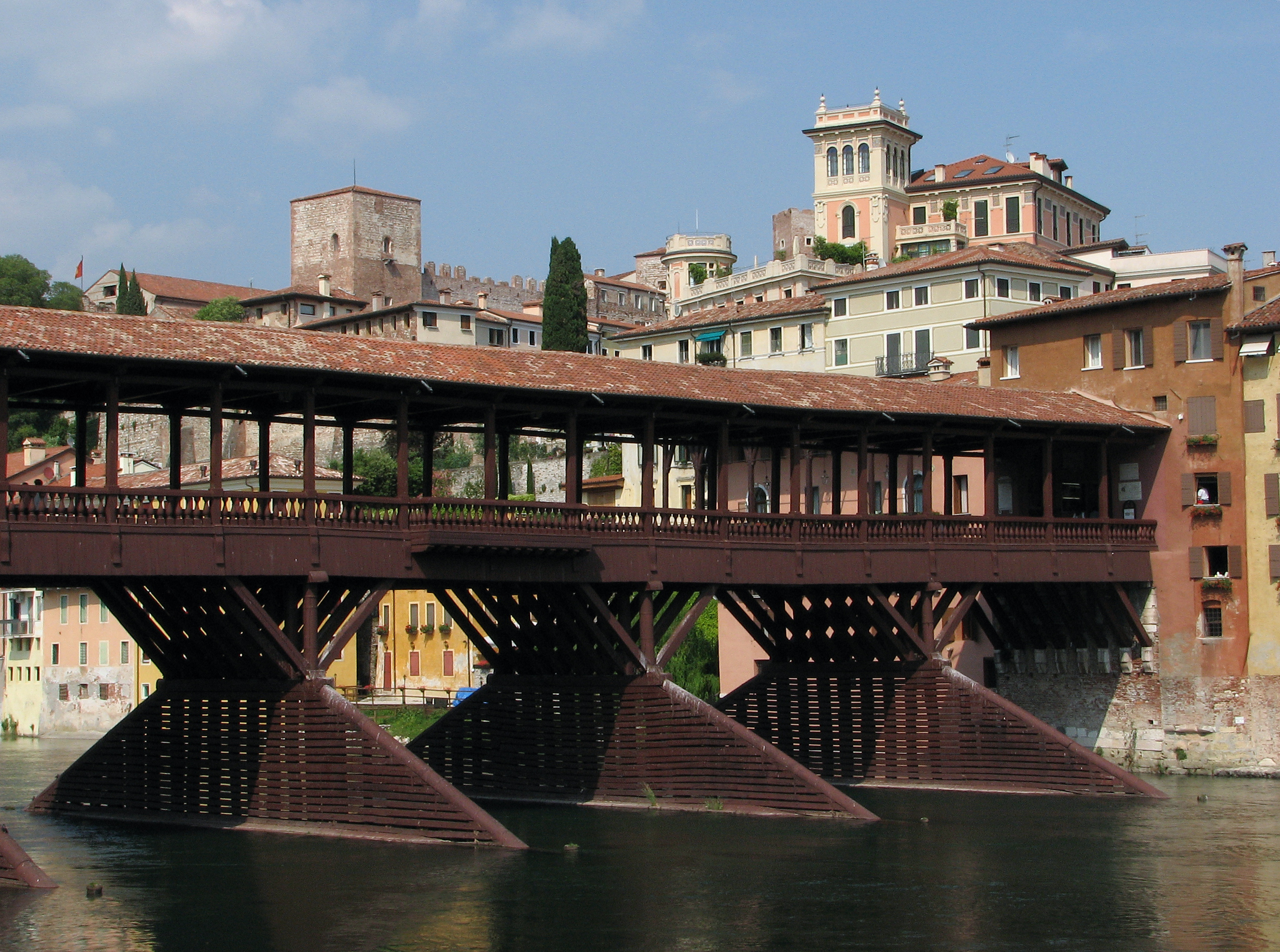
베키오 다리

베키오 다리(이탈리아어: Ponte Vecchio, 베네토어: Ponte Vecio)는 이탈리아 베네토주 비첸차도 바사노델그라파에 있는 목교이다. 1569년 안드레아 팔라디오에 의해 설계되었다. 제2차 세계 대전 당시 몇번이나 파괴되었다. 바사노 다리(이탈리아어: Ponte di Bassano, 베네토어: Ponte de Basan) 또는 알피니 다리(이탈리아어: Ponte degli Alpini, 베네토어: Ponte de i Alpin)라고도 한다.